# David Côté
David Côté, né le 10 février 1915 à Montréal et décédé le 5 mars 1969 dans la même ville, est un homme politique québécois, député de Rouyn-Noranda de 1944 à 1948. Il est le seul député du parti social-démocrate jamais élu à l'Assemblée nationale du Québec.

## Biographie
Il naît à Montréal, fils d'un ingénieur. Il fait des études a l'École de l'orphelinat de Nicolet. Il devient actif dans le milieu syndical et est organisateur syndical auprès des unions ouvrières des mines de la région de Rouyn, puis organisateur du syndicat international Congrès des organisations industrielles.
En 1943, il épouse Marie-Thérèse-Aline Collette.
Il est élu député du Parti social démocratique du Québec dans Rouyn-Noranda lors de l'élection générale de 1944. Seul député de son parti à l'Assemblée nationale du Québec, et seul élu social-démocrate (futur néodémocrate) élu dans l'histoire de la province, il quitte cependant son parti pour siéger comme indépendant à partir du 22 juillet 1945. Il ne se représente pas lors de l'élection générale de 1948. Il décède à Montréal le 5 mars 1969, à l'âge de 54 ans.

## Résultats électoraux
|       | Nom                     | Parti                   | Nombre de voix | %      | Maj. |
| ----- | ----------------------- | ----------------------- | -------------- | ------ | ---- |
|       | David Côté              | Commonwealth coopératif | 2 100          | 21 %   | 250  |
|       | Maurice Caouette        | Bloc populaire          | 1 850          | 18,5 % | -    |
|       | Romuald Gagné           | Libéral                 | 1 752          | 17,5 % | -    |
|       | Camille Beaulieu        | Union nationale         | 1 643          | 16,5 % | -    |
|       | Gérard-A. Mercier       | Union des électeurs     | 1 411          | 14,1 % | -    |
|       | Lucien-Denis Pilon      | Libéral indépendant     | 1 163          | 11,6 % | -    |
|       | Joseph-Stanislas Drouin | Libéral indépendant     | 52             | 0,5 %  | -    |
|       | Wilbrod Poirier         | Indépendant             | 14             | 0,1 %  | -    |
| Total | Total                   | Total                   | 9 985          | 100 %  |      |